# Poppy Z. Brite

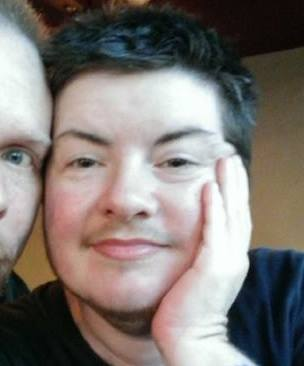
Billy Martin

Poppy Z. Brite ist der Name, unter dem der US-amerikanische Schriftsteller Billy Martin (* 25. Mai 1967 als  Melissa Ann Brite in New Orleans, Louisiana) durch seine Horrorgeschichten bekannt wurde.

## Leben
Billy Martin wurde 1967 in New Orleans, Louisiana geboren. Bereits mit drei Jahren lernte er lesen, im Alter von fünf Jahren begann er, seine Geschichten aufzuschreiben. Als er sechs Jahre alt war, trennten sich seine Eltern, und er zog mit seiner Mutter nach Chapel Hill, North Carolina.
Im Alter von 18 Jahren veröffentlichte er die Kurzgeschichte Optional Music for Voice and Piano in dem Magazin The Horror Show unter dem Namen Poppy Z. Brite. Er verkaufte weitere Kurzgeschichten an The Horror Show, bis er einen Brief von dem Autor Douglas E. Winter erhielt, der ihn nach Romanen fragte.
Brite verließ das College und widmete sich seinem ersten Roman Lost Souls, der 1992 vom US-amerikanischen Dell-Verlag veröffentlicht wurde. 1993 zog Billy Martin zurück nach New Orleans und veröffentlichte weiter mit steigendem Erfolg seine Bücher.
Heute lebt er gemeinsam mit seinem Partner und diversen Haustieren im French Quarter in New Orleans.

## Werk
Mittlerweile sind lediglich Untiefen der Lust und Courtney Love im Handel erhältlich. Der Druck der beiden anderen Bücher wurde teilweise auf Grund von groben Übersetzungsfehlern eingestellt. So rät Billy Martin auf seiner offiziellen Homepage von „Verlorene Seelen“ ab, da ganze Passagen sowie der Epilog fehlen.
Auffällig an Billy Martins Romanen und einem Großteil seiner Kurzgeschichten sind die homosexuellen Charaktere. Nach ihnen befragt, erwiderte Martins in einem Interview, dass sich doch auch keiner wundern würde, wenn sie alle heterosexuell wären.
Anfangs beanspruchte Martin lediglich das Horror-Genre, wobei seine Romane Charakterstudien ungewöhnlicher bis psychopathischer Menschen darstellten. So handelt sein dritter Roman Exquisite Corpse von zwei Serienmördern, die an die legendären Serienmörder Jeffrey Dahmer und Dennis Nilsen angelehnt sind. Martin erzählt die Geschichte, die sich hätte abspielen können, wären sich die beiden jemals begegnet.
In seinen späteren Romanen The Value Of X, Liquor, Prime und Soul Kitchen widmet sich Billy Martin mehr der Belletristik, indem er die Geschichte um die beiden Freunde Rickey und G-Man erzählt.
1994 erhielt er den Icarus als bester Newcomer.

## Werke
Romane
- Lost Souls (1992)
- Drawing Blood (1993)
- Exquisite Corpse (1996)
- The Lazarus Heart (1998)
- The Value Of X (2002)
- Liquor (2004)
- Triads (mit Christa Faust 2004)
- Prime (2005)
- Soul Kitchen (2006)

Kurzgeschichten
- Swamp Foetus (aka „Wormwood“ 1993)
- His Mouth Will Taste Of Wormwood (1995)
- Are You Loathsome Tonight? (aka „Self-made Man“ 1998)
- R.I.P. (1998)
- Stay Awake (2000)
- Guilty But Insane (2001)
- Pansu (2001)
- Wrong Things (2001)
- Conparty At Hotel California (2002)
- The Feast Of St. Rosalie (2003)
- The Devil You Know (2003)
- Used Stories (2004)

Weitere
- Courtney Love: The Real Story (1997), Biographie
- The Seed Of Lost Souls (1999), Kurzroman
- Plastic Jesus (2000), Kurzroman
- Would You? (2000), Essay

## Deutsche Übersetzungen
- Verlorene Seelen 1992 („Lost Souls“)
- Wo das Böse erwacht 1995 („Drawing Blood“)
- Untiefen der Lust 1998 („Exquisite Corpse“)
- Courtney Love 1998 („Courtney Love: The Real Story“)
- The Crow: Das Herz des Lazarus 2000 („The Lazarus Heart“)
- Triaden 2011 („Triads“)

Zudem erschien die Kurzgeschichte „Freiraum“ („Enough Rope“) in „Der heimliche Spiegel“ („Crossing The Border“), herausgegeben von Lisa Tuttle.